# Kreischau (Beilrode)
Kreischau ist ein Ortsteil der sächsischen Gemeinde Beilrode im Landkreis Nordsachsen.

## Geografie und Verkehrsanbindung

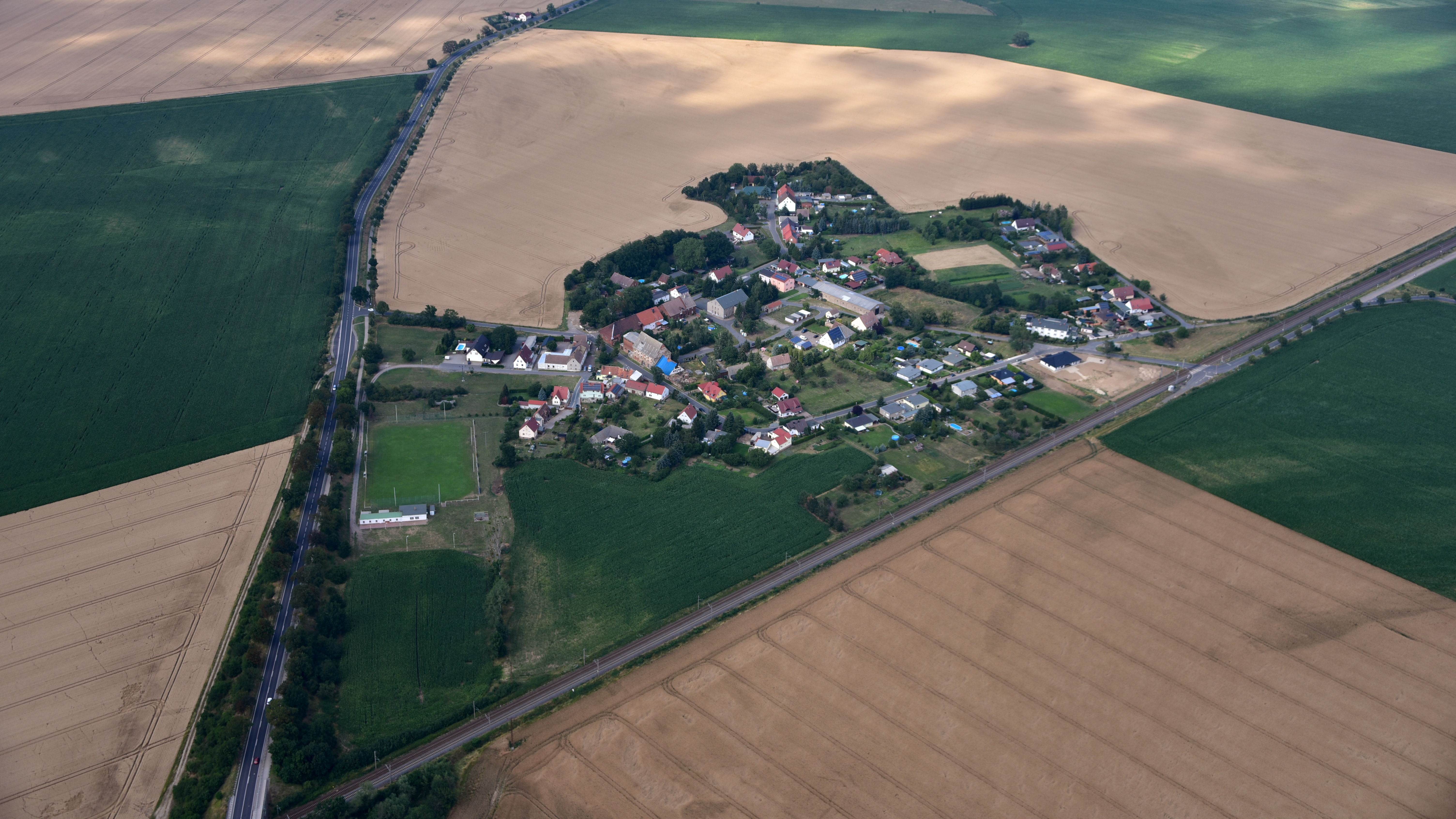
Kreischau (Beilrode), Luftaufnahme (2019)

Der Ort liegt westlich des Kernortes Beilrode an der B 87, die am westlichen Ortsrand verläuft. Die Elbe fließt westlich.

## Persönlichkeiten
- Jacob Heinrich Reinhold (1723–1789), Jurist und leitender kursächsischer Beamter
- Elisabeth Leisinger (ab 1894 Mülberger-Leisinger; 1863–1933), Opernsängerin (Koloratur-Sopran)